# 1577
1577 (MDLXXVII) fue un año común comenzado en martes del calendario juliano.

## Acontecimientos
- 30 de junio: en la actual Venezuela fue fundada la ciudad de Altamira de Cáceres (actual Barinas) por parte del capitán español Juan Andrés Varela.
- 4 de agosto: en las localidades inglesas de Bungay y Blythburgh, pertenecientes al condado de Suffolk, tiene lugar la aparición del sabueso infernal Black Shuck, causando la muerte de varios miembros de la congregación.
- 13 de noviembre: primera observación del gran Cometa de 1577, por Tycho Brahe.
- La reina Isabel I de Inglaterra encarga a Francis Drake obstaculizar el comercio español en el Pacífico.
- La capitalidad de la Provincia de Venezuela es transferida de El Tocuyo a la ciudad de Caracas.
- Se funda la Villa del Santiago de Saltillo (hoy Saltillo, Coahuila de Zaragoza, México
- Disolución del Sultanato de Adel en varios sultanatos pequeños, muchos de ellos vasallos del Imperio Otomano

## Arte y literatura
- El Greco se instala en Toledo.
- Teresa de Jesús - Las moradas (de julio a noviembre).

## Nacimientos
- 12 de enero: Jean Baptiste van Helmont, físico y químico belga (f. 1644)
- 20 de marzo: Alessandro Tiarini, pintor italiano (f. 1668)
- 8 de diciembre: Mario Minniti, pintor italiano y amigo y modelo de Caravaggio en sus primeros años romanos (f. 1640)

## Fallecimientos
- 17 de febrero: Giuliano Bugiardini, pintor italiano (n. 1475)
- 12 de junio: Orazio Samacchini, pintor italiano (n. 1532)
- 4 de julio: Rodrigo de la Haya, escultor español (n. 1520)
- 28 de octubre: Michele Tosini, pintor italiano (n. 1503)
- Rodrigo Gil de Hontañón, arquitecto español.